# Mykhaïlo Khanenko
Mykhaïl Khanenko
Mykhaïl Stépanovitch Khanenko (en russe contemporain : Михаил Степанович Ханенко) ou Mykhaïlo Khanenko (en ukrainien : Михайло Ханенко), né en 1620 et mort en 1680 est un militaire, hetman et cosaque.

## Biographie
Il est cité comme colonel du régiment d'Ouman en 1669 et comme un opposant à Petro Dorochenko, il se rapprochait alors de la Pologne, il fut élu Ataman par les trois régions de la rive droite à Ouman où les cosaques s'étaient réunis. La Pologne le reconnut sur la base du traité d'Hadiach. En 1672, il prit part à la guerre aux côtés du roi de Pologne Michel Wiśniowiecki contre le sultan et Dorochenko, il fut défait à la bataille de Chertvenivka. En été 1674, Samoïlovitch avec le Moscovite Grigory Romodanovsky lancent une expédition contre Dorochenko et assiègent Tchyhyryne. En échange de quelques domaines fonciers, Mykhailo Khanenko remet son titre d'hetman à Samoïlovitch.

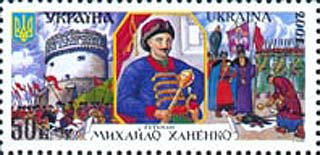
Sur un timbre ukrainien de 2001.

Après cette défaite, il vit sur la rive gauche sur des terres cédées par la Russie].